# Pilea scandens
Pilea scandens är en nässelväxtart som beskrevs av Ellsworth Paine Killip. Pilea scandens ingår i släktet pileor, och familjen nässelväxter. Inga underarter finns listade i Catalogue of Life.